# Округ Ворен (Охајо)
Округ Ворен (енгл. Warren County) је округ у америчкој савезној држави Охајо.

## Демографија
По попису из 2010. године број становника је 212.693, што је 54.31 (34,3%) становника више него 2000. године.
| Група             | 2000.           | 2010.           |
| Белци             | 148.850 (94,0%) | 189.305 (89,0%) |
| Афроамериканци    | 4.327 (2,7%)    | 6.940 (3,3%)    |
| Азијати           | 1.991 (1,3%)    | 8.284 (3,9%)    |
| Хиспаноамериканци | 1.633 (1,0%)    | 4.784 (2,2%)    |
| Укупно            | 158.383         | 212.693         |